# Петър Ламов
Петър (Петре) Ристев Ламов, известен като Положанец, е български революционер, деец на Вътрешната македоно-одринска революционна организация.

## Биография
Ламов е роден през месец юни 1870 година в Полог, в Османската империя, днес Северна Македония. Остава без образование и работи като земеделец. В 1901 година става член на ВМОРО. Първоначално е четник при Тодор Златков, по-късно при Никола Русински, а през Илинденско-Преображенското въстание е войвода на чета от 40 души в Битолско. Ламов е арестуван в 1905 година и е осъден на смърт. Помилван е по-късно и е изпратен на заточение във Фезан, Африка. По време на Хуриета е освободен.